# Dissertação
Dissertação (do latim disertatio ou dissertatione) é um gênero textual que designa uma modalidade de redação ou composição, escrita em prosa ou apresentada de forma oral, sobre um tema a qual devem apresentar e discutir argumentar, provar, exemplificar, etc. A dissertação é um tipo de redação muito utilizado nas escolas, bem como em exames vestibulares ou concursos. É classificada como dissertação argumentativa ou dissertação expositiva e se diferencia da dissertação de mestrado. 

## Estrutura
A dissertação argumentativa ou expositiva geralmente se limita a uma página de até 30 linhas, tratando apenas de um tema particular para fins avaliativos.
A dissertação argumentativa ou expositiva é composta por três partes: introdução, desenvolvimento e conclusão.
Dentro da dissertação, podem existir descrições, narrações, comparações etc. E também a interferência do autor por meio de digressões e parênteses explicativos, como, por exemplo, a obra Os Rougon-Macquart, do escritor naturalista Émile Zola.

## Tipos de dissertação

### Dissertação argumentativa
É a modalidade de texto que tenta convencer o leitor sobre algo com base em raciocínio e evidências de provas. A dissertação argumentativa não dá espaço para o leitor ter suas próprias conclusões uma vez que a conclusão já se encontra no texto, de modo que a única possibilidade de interpretação é a aceitação da conclusão proposta por parte do autor. Este tipo de redação é a base que mantém o discurso forense por sua natureza persuasiva.
Quanto ao ponto de vista do autor presente na dissertação argumentativa, temos, ainda, os seguintes tipos de dissertação:
Dissertação subjetiva
O autor se envolve claramente no texto ao expressar suas ideias e usar verbos na primeira pessoa.
| Exemplo O texto aprovado na Câmara, a meu ver, vai saturar ainda mais o já superlotado e caótico sistema carcerário do país e atravancar ainda mais o judiciário. Estamos às vésperas de sediar uma Copa do Mundo e Olimpíadas e enquanto a polícia poderia continuar concentrando esforços em garantir a segurança da população brasileira e turistas, bem como levar à justiça criminosos de maior periculosidade, se a nova lei for aprovada no Senado e sancionada pela presidente Dilma, certamente obrigará as forças policiais a reprimir novamente os usuários.— Ronald Sanson Stresser Junior, A nova Lei de Drogas, Site Observatório da imprensa, 04/06/2013 na edição 749 |

Dissertação objetiva
O autor usa verbos na terceira pessoa defendendo conceitos conhecidos ou universais, já expressos anteriormente por outros. É o tipo de dissertação comumente pedido em provas de concursos.
| Exemplo Fez há pouco tempo 30 anos que Edwin Schur pretendeu demonstrar, num livro que se tornou célebre na literatura científica criminológica (Edwin Schur, Crimes Without Victims, 1965), que o Estado carece de legitimação para intervir com o arsenal punitivo em situações que se traduzam na permuta, sem coação e entre adultos, de bens ou serviços escassos que, embora muito procurados, são penalmente proibidos.— Jorge de Figueiredo Dias, Uma proposta alternativa ao discurso da criminalização/descriminalização das drogas , Site do Instituto Baiano de Direito Processual Penal |

### Dissertação expositiva
É a modalidade de texto explicativa sem a intenção de convencer o leitor, debater, polemizar ou contestar posições diferentes.
| Exemplo A velha controvérsia sobre o comportamento dos viciados em entorpecentes — simples criminosos, ou doentes que necessitam de tratamento — voltou à discussão no fim da semana passada, depois que o Presidente Costa e Silva assinou decreto-lei alterando o artigo 281 do Código Penal, que legisla sobre o tráfico e uso de entorpecentes.— Revista Veja, O vício passa a ser crime com a nova lei, 1 de janeiro de 1969, p. 19 |

## Críticas
Em seu conceito de educação bancária, Paulo Freire afirmou que a narração e a dissertação são suas características marcantes:
A narração ou a dissertação que implica num sujeito - o narrador - e em objetos pacientes, ouvintes - os educandos. Mantendo a contradição entre educador e educando, a narração não promove a educação: "narração de conteúdos que, por isto mesmo, tendem a petrificar-se ou a fazer-se algo quase morto.(...) Essa educação apresenta retalhos da realidade de forma estática, sem levar em conta a experiência do educando."— Freire, P.
Lucídio Bianchetti criticou a forma como a produção de dissertações é ensinada nas escolas que seguem um modelo de preenchimento artificial da estrutura "introdução-desenvolvimento-conclusão", essa prática resulta em conclusões forçosamente otimistas:

Como as propostas de redação envolvem temas que implicam discussão e crítica, a conclusão nessas produções textuais apontam para uma solução do problema posto no início. E a solução não é proposta em decorrência dos conflitos apontados, é uma solução desejada, sonhada pelo vestibulando (a maioria adolescente). "O mundo é bom e o amor até existe", é uma proposição que sintetiza as conclusões dessas redações. Não importa qual é o conflito, a conclusão é, não raro, uma solução cor-de-rosa.— Bianchetti, L.